# Blouse
Une blouse est un vêtement qui se porte par-dessus les autres pour les protéger. Elle couvre les épaules, le dos et le torse mais ne descend pas plus bas que le genou pour une commodité de mouvement. Pour les plus récentes, elle s'ouvre sur le devant, le côté ou derrière par une boutonnière qui fait toute la longueur du vêtement pour faciliter l'enfilage. Les manches peuvent être longues ou courtes. Les poches sont généralement plaquées.

## Types de blouses

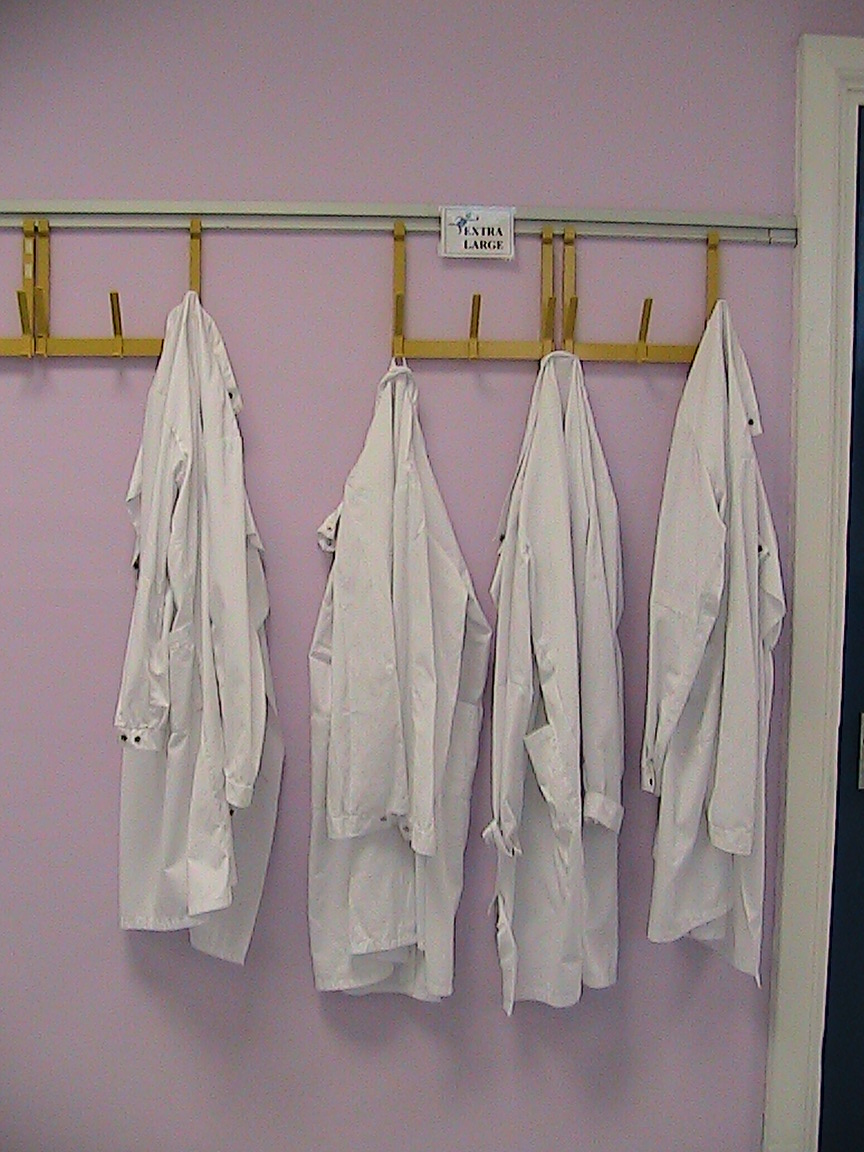
Blouses de laborantins.

- Blouse d'écolier, elle fait souvent partie de l'uniforme de l'écolier. Quand l'uniforme n'existe plus, elle peut encore être utilisée pour des activités potentiellement salissantes comme la peinture.
- Blouse professionnelle comme la blouse des médecins, des infirmières, des laborantins, etc. Elles sont généralement d'une couleur unie.
- Blouse de ménagère, souvent sans manches et dans des tissus imprimés.

## Histoire

La blouse est avant tout un vêtement de travail. Celui-ci a subi de nombreuses modifications à travers le temps. C'est la révolution industrielle qui a donné son essor aux vêtements de travail ayant pour but, principalement, la sécurité des travailleurs dans le secteur manufacturier. Au XIXe siècle la couleur bleue symbolise la couleur du monde ouvrier, les supérieurs hiérarchiques ou chefs de bureau se distinguant des ouvriers en portant une blouse blanche ou grise. C'est à cette époque que la notion « bleu de travail » apparaîtra. 
L’introduction de nouvelles machines dans les manufactures va entraîner de nombreux accidents et le vêtement traditionnel va devenir un outil de protection. Certains secteurs vont donc innover en la matière, surtout dans les milieux de grosse production, telle que la sidérurgie, le bâtiment... Les premiers vêtements étaient fabriqués en coton, tissu lourd et résistant au lavage. Depuis, les fabricants ont opté pour un tissu plus léger, comme le polyester ou le synthétique, facilement lavable.
Aujourd’hui, le vêtement de travail et la blouse ont aussi la fonction, dans beaucoup de cas, de distinguer les professions entre elles. Leurs ports s’est étendu à d’autres secteurs d’activités pour répondre à leurs nouveaux besoins : représentation d’une image d’entreprise ou de marque, valorisation du salarié et reconnaissance de son appartenance à l’entreprise. Dans tous les cas, le vêtement de travail fait partie de la réalité du travail et peut amener un employeur ou un salarié à se questionner sur son coût inhérent ou sur la justification de rendre son port obligatoire.

## Folklore étudiant
La blouse est utilisée par les étudiants de certaines écoles d'ingénieurs comme vêtement folklorique de « traditions ». Elle est portée pour des occasions importantes (intégration des nouveaux élèves, actions caritatives en ville, monôme étudiant, fêtes) en souvenir de l'époque où les élèves des écoles d'ingénieurs passaient plus de 50 % de leur temps de cours dans les ateliers et se servaient de celle-ci pour se protéger des salissures. Ces blouses sont décorées et personnalisées par leur propriétaire : surnom inscrit, dessin, broderies, couture, pompons, écussons, badges, etc.
C'est le cas pour :
- Les gadz'arts, étudiants des Arts et Métiers (ENSAM), dont la blouse (aussi appelée « biaude ») est grise en première et deuxième années puis blanche en troisième année[1].
- Les étudiants des ENI. À l'école nationale d'ingénieurs de Tarbes (ENIT), elle est également blanche, à l'école nationale d'ingénieurs de Saint-Étienne (ENISE) elle est bleue, à l'école nationale d'ingénieurs de Metz (ENIM) et à l'ex-école nationale d'ingénieurs de Belfort (ENIBe - maintenant nommée UTBM) elle est noire[2].
- Les étudiants des INSA, dont la blouse est teinte et décorée selon des thèmes choisis pour leurs promotions par leurs Anciens (par exemple, beige et rouge pour le Far-West, bleu et orange pour les super-héros)[3].
- Les étudiants des UT. À l'UTBM, la blouse, qui est un héritage des traditions de l'ENIBe, est bordeaux. À l'UTT, la blouse est de couleur marron[2].